# Conclave (romance)
Conclave é um romance de 2016, de autoria do escritor britânico Robert Harris. O enredo da obra é estabelecido no contexto da morte de um papa, e no subsequente conclave para eleger seu sucessor.

## Enredo
Jacopo Lomeli é convocado à Casa Santa Marta, onde o papa faleceu durante o sono, vitimado por um ataque cardíaco. A morte não é suspeita, já que o falecido papa possuía um histórico de problemas cardíacos, e uma revisão de sua agenda do dia anterior indica não haver nenhuma atividade fora do comum, exceto uma reunião com o Camerlengo Joseph Tremblay, seguida de um jantar com o Arcebispo Janusz Woźniak, o Prefeito da Casa Pontifícia. Como Decano do Colégio dos Cardeais, a responsabilidade pela supervisão do próximo conclave papal é de responsabilidade de Lomeli.
Após o funeral do papa, quatro cardeais emergem como candidatos principais para se tornarem o novo papa: Aldo Bellini, da Itália, secretário de estado do falecido papa e candidato apoiado pela ala liberal da Igreja; Joseph Tremblay, do Canadá, camerlengo e arcebispo emérito do Quebec; Joshua Adeyemi, da Nigéria, cardeal penitenciário-mor; e Goffredo Tedesco, da Itália, o reacionário Patriarca de Veneza. Pouco antes dos 118 cardeais serem isolados pela duração do conclave, Woźniak procura por Lomeli, afirmando que o falecido papa teria lhe revelado, durante seu jantar final, que havia exigido a renúncia de Tremblay. O falecido papa não havia explicado porque tal medida era necessária, e afirmou apenas que a razão logo se tornaria aparente. Lomeli é pego de surpresa pela notícia, já que não existe nenhum registro relativo a uma dispensa de Tremblay. O decano então envia seu assistente, o monsenhor Raymond O'Malley, para falar com o monsenhor Morales, secretário particular do finado papa, e suposta testemunha da dispensa de Tremblay, para obter confirmação da história contada por Woźniak's story. Morales nega que o incidente tenha ocorrido, mas revela, inadvertidamente, a existência de um relatório descartado, ligado a Tremblay.
Durante a missa que precede a primeira votação do conclave, Lomeli se inspira a dar uma homilia improvisada. Embora sua expectativa fosse de que a homilia seria considerada controversa, ele se vê frustrado quando alguns dos cardeais interpretam a homilia, erroneamente, como um movimento para que ele próprio alcance o papado. Durante a primeira votação, ninguém atinge a maioria de dois terços — 79 de 118 votos —, necesária para vencer a eleição; Tedesco consegue 22 votos, Adeyemi 19, Bellini 18 e Tremblay 16, solidificando-os como principais candidatos. Vincent Benítez, um filipino e arcebispo de Bagdá, de quem o cardinalato fora criado in pectore pelo finado papa, notavelmente recebe um voto, apesar de não ser alguém conhecido pelos outros cardeais até sua chegada em Roma, para o conclave. Lomeli, apoiador de Bellini, se surpreende ao receber, ele próprio, cinco votos, e se culpa pelo fato de Bellini obter resultados menos favoráveis do que os esperados. Naquela noite, Lomeli fica abismado quando presencia uma freira, sem acompanhante, deixando o quarto de Adeyemi, mas hesita em pressionar Adeyemi a este respeito.
Ao longo das duas próximas votações, o nome de Adeyemi ganha força, obtendo uma ampla liderança, de 57 votos, enquanto as chances de Bellini evaporam. Durante o almoço ocorre uma comoção, envolvendo Adeyemi e uma freira nigeriana, irmã Shanumi Iwaro. Lomeli pede para ouvir a confissão da irmã, e descobre que, trinta anos atrás, quando ela ainda era uma jovem postulante e Adeyemi era o padre de sua vila, os dois se envolveram em um relacionamento ilícito, que deu origem a uma criança, nascida e entregue para adoção. O incidente durante o almoço foi resultado da aflição que tomou conta de Shanumi após a recusa de Adeyemi em reconhecê-la. Embora Lomeli esteja obrigado a não divulgar detalhes de uma confissão, o incidente do almoço passa a gerar especulações sobre um possível escândalo, e o decano revela aos apoiadores de Adeyemi que o que ele fez foi suficientemente significativo, de maneira que ele precisará renunciar a seus ofícios após o conclave — o que acaba por efetivamente minar a candidatura de Adeyemi, cujo suporte cai drasticamente durante a quarta e quinta votações.
Após a quinta votação, os principais candidatos são reduzidos a dois: Tremblay, com 40 votos, e Tedesco, com 38. Bellini decide, relutantemente, apoiar Tremblay para evitar que Tedesco se torne o novo papa. Lomeli investiga a repentina transferência da Irmã Shanumi da Nigéria para Roma, que aconteceu pouco antes da morte do papa, e acaba descobrindo que a solicitação de transferência partiu de Tremblay. Ele então acusa Tremblay de chantagear Adeyemi e exige que ele retire sua candidatura, mas Tremblay se recusa a fazê-lo, e afirma, de maneira nada convincente, que teria feito a solicitação de transferência a pedido do falecido papa. Após o cair da noite, Lomeli viola o lacre dos aposentos papais, procurando por evidências para sua acusação. Acaba, no entanto, encontrando quatro compartimentos ocultos na cama, contendo registros financeiros de toda a Cúria, além do relatório "descartado" sobre Tremblay: uma análise de suas atividades como prefeito da Congregação para a Evangelização dos Povos, que indica que ele cometeu simonia, ao oferecer pagamentos em dinheiro a vários cardeais ao longo do ano anterior.
Durante o café da manhã do terceiro dia de conclave, Lomeli distribui cópias do relatório sobre Tremblay aos outros cardeais, com os nomes daqueles que receberam suborno obsurecidos. Tal fato, juntamente com a revelação de que Tremblay solicitou a transferência da Irmã Shanumi, arruína sua candidatura e deixa o conclave indefinido mais uma vez. Na sexta votação, Tedesco lidera com 45 votos, com Lomeli, muito próximo, em segundo lugar, e Benítez em uma distante terceira colocação. Conforme a sétima votação se inicia, uma explosão abala a Capela Sistina, porém, dado que ninguém fica ferido e somente as janelas são estilhaçadas, o processo continua. Lomeli acaba sendo alçado à primeira posição, obtendo para si 52 votos, sendo seguido de perto por Tedesco e Benítez. Os cardeais param para o almoço, e o decano é informado de que a explosão era parte de uma série de ataques terroristas coordenados contra as instituições católicas europeias, executados por extremistas muçulmanos. À luz de tal notícia, e de uma disputa de discursos entre Tedesco e Benítez, o primeiro estimulando retaliação, e o segundo argumentando contra responder violência com violência, os cardeais concordam em deixar de lado sua refeição, e voltar imediatamente para a oitava votação.
A oitava votação acaba por eleger Benítez como papa, com 92 votos, atendendo ao requisito de obtenção majoritária de dois terços dos votos. Benítez concorda com a honraria, e escolhe para si o nome Inocêncio XIV. Pouco antes do resultado do conclave ser publicamente revelado, O'Malley traz à atenção de Lomeli que Benítez havia agendado — e posteriormente desistido de —, uma consulta em uma clínica de mudança de gênero em Genebra, no começo daquele mesmo ano. Lomeli pede uma explicação a Benítez, em particular. O novo papa revela que ele havia nascido como uma pessoa intersexo, e sido criado como menino por seus pais. Durante a maior parte de sua vida, ele sequer esteve ciente de que suas características físicas fossem diferentes, de qualquer maneira, de outros meninos. Foi somente após sofrer um acidente durante um bombardeio no Iraque que ele, examinado por um médico pela primeira vez em sua vida, foi informado de sua condição. Benítez havia tentado renunciar a seu ofício para passar por uma cirurgia de mudança de gênero, mas o finado papa não apenas recusou sua renúncia, como também o criou cardeal in pectore com o total conhecimento de sua condição. Benítez acabou por recusar a cirurgia e continuo a desempenhar seus deveres. Lomeli sabe que a condição de Benítez será inevitavelmente descoberta em futuros exames médicos, ou no momento de sua morte, mas resolve manter o fato em segredo naquele momento, acreditando ter sido a vontade de Deus a guiar o resultado do conclave.

## Personagens
Cardeal Jacopo Baldassare Lomeli — Decano do Colégio dos Cardeais, e bispo-cardeal de Óstia. A responsabilidade por supervisionar o conclave papal é de Lomeli. Nos últimos meses, ele vem passando por uma crise de fé, e seu desejo de renunciar criou um atrito com o finado papa, que insistiu que ele permanecesse. Ele se considera indigno de seu papel como decano, e apoia seu amigo Bellini, mas está decidido a liderar o conclave da forma mais neutra possível.
O finado papa — O papa, sem nome, de quem a morte provoca o conclave. Ele é descrito como um reformista, que evitou grande parte da ostentação e da pompa associados a seu cargo. Suas reformas e posturas liberais o tornaram popular junto ao público, mas provocaram ressentimento de muitos daqueles que ocupavam cargos superiores na Santa Sé. Ao longo de seus úlimos meses de vida, se tornou extremamente focado em eliminar a corrupção da Igreja.
Cardeal Aldo Bellini — Secretário de Estado, e ex-arcebispo de Milão. Visto como o sucessor intelectual e ideológico do finado papa. Ele é o candidato escolhido pela ala liberal da Igreja, e inicialmente favorito a ganhar a eleição.
Cardeal Joseph Tremblay — Camerlengo, prefeito da Congregação para a Evangelização dos Povos, e arcebispo emérito do Quebec. Ambicioso, é um candidato com conhecimento da mídia e com inclinações vagamente liberais, influente entre os cardeais de países em desenvolvimento e da América do Norte.
Cardeal Joshua Adeyemi — Cardeal penitenciário-mor, e ex-arcebispo de Lagos. Um candidato tradicionalista, apoiado por outros cardeais africanos, ele é carismático e discutido, na imprensa, como alguém com um caminho viável para se tornar o primeiro papa negro, apesar de sua oposição militante à homossexualidade.
Cardeal Goffredo Tedesco — Patriarca de Veneza. Tradicionalista convicto e o crítico mais proeminente do falecido papa. Pessoa politicamente astuta, é apoiado pela ala conservadora da Igreja, é considerado um candidato improvável, cujo objetivo principal é angariar pelo menos 40 votos para impedir que qualquer candidato liberal alcance a maioria necessária de dois terços. Acredita-se que a visão de mundo conservadora do personagem seja a referência e o ataque de Harris ao Papa Bento XVI, uma vez que "Tedesco" significa "alemão", em italiano.
Cardeal Vincent Benítez — Filipino, é arcebispo de Bagdá. Sua chegada ao conclave se dá de surpresa, já que ele foi criado cardeal in pectore pelo finado papa, nos meses anteriores à sua morte. Possui reputação histórica pela criação de abrigos para mulheres e crianças abusadas nas Filipinas e na República Democrática do Congo, antes do finado papa ter-lhe indicado para a arquidiocese do Iraque, que estava vaga.
Arcebispo Janusz Woźniak — Polaco, é Prefeito da Casa Pontifícia. Conhecido como amigo próximo do finado papa. Pouco antes do início do conclave, ele procura Lomeli e lhe faz uma afirmação surpreendente a respeito de Tremblay.
Arcebispo Wilhelm Mandorff — Alemão, é Mestre das Celebrações Litúrgicas do Sumo Pontífice, e um dos assistentes de Lomeli.
Monsenhor Raymond O'Malley — Irlandês, é Secretário do Colégio dos Cardeais, e um dos assistentes de Lomeli.
Irmã Agnes — Freira francesa, pertencente à sociedade das Filhas da Caridade de São Vicente de Paulo, é a encarregada de gerenciar a Casa Santa Marta durante o conclave.
Irmã Shanumi Iwaro — Freira nigeriana, pertencente às Filhas da Caridade. Pouco após a morte do papa, foi abruptamente transferida da Nigéria para Roma, apesar de nunca ter solicitado tal transferência e de não saber falar italiano.

## Composição
Harris diz ter se inspirado para escrever um romance tratando da política papal enquanto assistia à cobertura do conclave papal de 2013. Naquela época, o autor trabalhava em sua Trilogia de Cícero — uma série de romances ambientados durante a República Romana —, e os eleitores papais o lembraram do Senado Romano. Como parte de sua pesquisa para o livro, contatou e consultou o cardeal Cormac Murphy-O'Connor. Quando, mais tarde, entregou a Murphy-O'Connor uma cópia do romance, foi surpreendido quando este lhe enviou uma carta elogiando a obra e sua precisão.
Ao ser questionado sobre a reviravolta final do romance em uma entrevista de 2025, Harris afirmou que esperava que fosse controverso, mas sentiu que valeria a pena. Ele disse a si mesmo que "é isso que os romances devem fazer: sacudir o leitor, causar comoção, fazer as pessoas pensarem — mesmo que odeiem".

### Ficção baseada na realidade
Apesar de "Conclave" ser uma obra de ficção, trata-se de um livro profundamente enraizado na pesquisa de Robert Harris sobre o processo da eleição papal e sobre as dinâmicas políticas existentes dentro da Igreja Católica. Alguns personagens têm traços claramente inspirados em figuras reais, como o cardeal Aldo Bellini, inspirado em Giovanni Benelli,ex-arcebispo de Florença, bem como o cardeal Goffredo Tedesco, inspirado em Raymond Leo Burke, bispo, cardeal e patrono da Ordem Soberana e Militar de Malta estadunidense.
Em entrevista concedida ao programa All Things Considered, da National Public Radio dos Estados Unidos, em maio de 2025, Robert Harris fala sobre as dinâmicas políticas e os tipos de cardeais que observou ― o conservador, o liberal e o outsider. este último, alguém não considerado um dos favoritos para se tornar Papa — como inspiração para os personagens do livro. Durante a entrevista, o autor reforça que, embora existam elementos da realidade do processo eleitoral papal em seu livro, a narrativa e os eventos específicos de "Conclave" são ficcionais.

## Recepção
Em janeiro de 2017, "Conclave" foi citado na lista dos livros de ficção mais vendidos pelo jornal britânico The Sunday Times. Outras aclamações positivas vieram do periódico britânico The Guardian, que descreveu a obra como "impossível de largar", e do próprio The Sunday Times, que chamou o livro de "leitura envolvente".
 

Embora os números referentes às vendas do livro não estejam publicamente disponíveis, elas aumentaram significativamente após a adaptação para o cinema, e a realização da 78ª edição dos prêmios BAFTA, em 2025, e a obra alcançou bom desempenho nos Estados Unidos, figurando na lista dos 20 livros mais vendidos da Amazon..